# Ana Ularu
Ana Ularu (n. 26 iunie 1985, București, România) este o actriță română de: scenă, voce, televiziune și film.

## Biografie
Fiica lui Nicolae Ularu, scenograf și decorator de teatru, și a soției sale Carmen Mihaela Trifu, creator de costume de teatru.
Și-a început cariera de actriță la vârsta de nouă ani. A debutat pe micile ecrane în două coproducții româno-franceze Meuetres par procuration și Passion mortelle, filme în care s-a descurcat de minune și a fost admirată de toți actorii din echipa. La vârsta de 17 ani, Ana a jucat rolul Lolitei în filmul cu același nume, film românesc, în care a jucat alături de marele Ștefan Iordache, în regia faimoasei Cătălina Buzoianu. În anul 2002 Ana Ularu a jucat în filmul Maria, film în care a interpretat rolul Ioanei. A devenit cunoscută pentru marele public datorită rolului din Italiencele. 
Probabil că cel mai mare impuls pentru viața profesională a Anei sunt părinții săi, Mihaela și Nicolae Ularu, ambii scenografi. Ei i-au insuflat pasiunea pentru teatru, film, actorie, au inițiat-o în tainele muncii de zi cu zi, transformând, atât scenă cât și culisele, în locuri familiale și familiare. De-a lungul întregii sale cariere, părinții au reprezentat un ajutor de nădejde. „Mama e primul și cel mai important critic al meu. E la examene, vede prima filmele. E și cel mai temut critic. Nu am să uit niciodată senzația de a ști că e în sala la premieră de la Lolita. Partea haioasă a venit când la un spectacol cu Hamlet, mama nu a mai putut întră în sala și, atunci, a intrat în spatele scenei, lângă culise și a văzut tot spectacolul de lângă scară de incendiu. Ne-am amuzat, toată distribuția, să o avem partener din umbră, de fapt, din contre jour. E de-ai casei.”, povestește Ana intr-unul dintre interviurile acordate. Deși pare a se fi specializat pe film, experiență de teatru a însemnat una dintre cele mai importante provocări în carieră ei extrem de precoce. Ea a apărut în 2002 pe coperta unui album OCS, Mâinile sus!. În afară actoriei, mai este pasionată de desen și jazz. Este vocalistă formației electro-rock a fraților Hassan și Sultan Nasser, „Sunday People”.
Ana Ularu este căsătorită din 2015.

## Filmografie

### Film
| An   | Titlu                                                  | Rol               | Note                 |
| ---- | ------------------------------------------------------ | ----------------- | -------------------- |
| 2003 | Maria                                                  | Ioana             |                      |
| 2004 | Damen tango                                            | Mihaela           |                      |
| 2004 | Italiencele                                            | Lenuța            |                      |
| 2004 | Magnatul                                               | Dana Moraru       |                      |
| 2005 | Lost and Found (segmentul Legenda curcanului zburător) | Tatiana           |                      |
| 2005 | Bucuresti-Berlin                                       | Ioana             | film de scurt metraj |
| 2005 | Concluzie                                              | Maria             | film de scurt metraj |
| 2006 | Love Close-up                                          | Anya              | film de scurt metraj |
| 2006 | Hârtia va fi albastră                                  | Angela            |                      |
| 2007 | Afterimage                                             | Povestitoarea     | film de scurt metraj |
| 2010 | Periferic                                              | Matilda           |                      |
| 2012 | Werewolf: The Beast Among Us                           | Kazia             | video direct         |
| 2012 | Waste                                                  |                   | short                |
| 2013 | Sunt o babă comunistă                                  | Alice             |                      |
| 2013 | O vara foarte instabilă                                | Maria             |                      |
| 2014 | Serena                                                 | Rachel            |                      |
| 2014 | Index Zero                                             | Eve               |                      |
| 2014 | Camera Trap                                            | Maddy             |                      |
| 2016 | Inferno                                                | Vayentha          |                      |
| 2017 | Muse                                                   | Rachel Garnova    |                      |
| 2018 | Siberia                                                | Katya             |                      |
| 2021 | Miracol                                                | Dr. Natalia Marcu |                      |

### Televiziune
| An   | Titlu                     | Rol                   | Note                                     |
| ---- | ------------------------- | --------------------- | ---------------------------------------- |
| 1995 | Passion Mortelle          | Victoria              | film de televiziune                      |
| 1995 | Meurtres par procuration  | Claudia               | film de televiziune                      |
| 2007 | Cu un pas inainte         | Alexa Iacob           | 13 episoade                              |
| 2009 | Anacondas: Trail of Blood | Heather               | film de televiziune                      |
| 2011 | Life on Top               | Clicky Chicks Advisor | Episodul: "Ladies Night"                 |
| 2013 | Familia Borgia            | Charlotte d'Albret    | Episodul: "The Wolf and the Lamb"        |
| 2017 | Emerald City              | Vrăjitoarea din Vest  |                                          |
| 2020 | Alex Rider                | Eva Stellenbosh       | Rol secundar                             |
| 2021 | Triburile Europei         | Grieta                | Rol secundar                             |
| 2023 | Spy/Master                | Carmen                |                                          |
| 2025 | Războiul Stelelor:Andor   | Beska                 | Rol secundar în episodul 9 din sezonul 2 |

## Premii și nominalizări, recunoaștere
| An   | Premiu                  | Nominalizare la gala/ceremonia de la            | Categorie                                           | Rezultat     |
| ---- | ----------------------- | ----------------------------------------------- | --------------------------------------------------- | ------------ |
| 2010 | Periferic               | Festivalul internațional de film de la Varșovia | Mențiune specială                                   | Câștigat     |
| 2010 | Periferic               | Festivalul de film de la Salonic                | Cea mai bună actriță                                | Câștigat     |
| 2010 | Periferic               | Festivalul internațional de film de la Locarno  | Cea mai bună actriță                                | Câștigat     |
| 2012 | Periferic               | Uniunea română a realizatorilor de film         | Cea mai bună actriță                                | Câștigat     |
| 2012 | Periferic               | Premiile Gopo                                   | Cea mai bună actriță                                | Câștigat     |
| 2012 | Periferic               | Berlin International Film Festival              | Cea mai promițătoare actriță (Shooting Stars Award) | Câștigat     |
| 2014 | O vara foarte instabilă | Premiile "Gopo"                                 | Cea mai bună actriță                                | Nominalizare |

La gala Gopo 2012, Ana Ularu a primit premiul pentru cea mai bună actriță pentru rolul Matilda din filmul Periferic.